# Gunnar Bjarnarson
Gunnar Bjarnarson (5. september 1917 – 14. november 2004) var en dansk modstandsmand, der var medlem af modstandsgruppen Holger Danske.
Han blev optaget i gruppen omkring Josef Søndergaard ("Tom") fra Stjerne Radio sidst i juli måned 1943. Allerede den 24. august 1943 var Bjarnarson optaget i inderkredsen af gruppen og var blandt de seks mænd, som ødelagde Forum ved sabotage. I 1944 blev han taget af tyskerne og sendt i koncentrationslejr, men overlevede. Den 24. august 1945 medvirkede han ved gruppens rekonstruktion af begivenhederne for pressen.